# 莫代尔河畔奥伯奥芬
莫代尔河畔奥伯奥芬（法語：Oberhoffen-sur-Moder，发音[obəʁ.ofən.syʁ.mɔdɛʁ]；德语：Oberhofen an der Moder）是法国下莱茵省的一个市镇，属于阿格诺-维桑堡区和比什维莱尔县（Bischwiller）。该市镇总面积14.25平方公里，2009年时的人口为3262人。

## 人口
莫代尔河畔奥伯奥芬人口变化图示